# Алабота (Омская область)
Алабота — село в Русско-Полянском районе Омской области. Административный центр Алаботинского сельского поселения.

## География
Село расположено на восточном берегу озера Кумдыколь близ границы с Казахстаном. Северный, восточный и южный берега озера, имеющего форму почти идеального овала, вытянутого в меридиональном направлении, относятся к территории России, как и большая часть водной глади Кумдыколя. На южном берегу, у самой границы, ранее располагался пионерлагерь (сейчас это оздоровительный лагерь «Орлёнок»). Западный берег вместе с небольшой прибрежной акваторией принадлежит Казахстану. Ближайшие населённые пункты с казахской стороны границы — аул Малкара в 10 км на западе, упразднённый аул Курлеут в 6,5 км на юго-западе, село Каратерек (бывшее Херсонское) в 15 км на юго-западе, все — Каратерекский сельский округ Уалихановского района Северо-Казахстанской области.
В 2 км юго-восточнее Алаботы — деревня Озерное, расположившаяся на северо-западном берегу озера Жарылдыколь. На расстоянии в 10,5 км к юго-востоку находится аул Бузан, к северо-востоку от которого — солёное озеро Алабота. Между селом и одноимённым озером располагается болото Большое Кумырскалы, в окрестностях которого (ближе к озеру) — урочище Баис, кладбища Жалкубая и Мухаметжанова. В 12,5 км южнее села имеется деревня Пограничное. Все указанные населённые пункты относятся к Алаботинскому сельскому поселению.
Мимо села проходит автомобильная трасса Р390. К югу от Алаботы она направляется в сторону районного центра — рабочего посёлка Русская Поляна. Северо-западнее Алаботы трасса проходит через территорию Казахстана, вдающуюся здесь в территорию Омской области, на участке в 9,7 км, а затем, вновь по территории России, уходит в сторону Омска.

## История
Название села Алабота происходит, возможно, от тюркского наименования растения, которое может быть идентифицировано как лебеда или марь, часто также именуется видом полыни, из которого казахи изготавливали домашнее мыло.
Село было основано в 1929 году при создании овцеводческого племенного совхоза «Алаботинский» (первоначально — «Алабатинский»). В первые годы село относилось к Павлоградскому району, с 1935 года — к Русско-Полянскому району. В ходе освоения целины первая группа целинников прибыла в Алаботу 21 апреля 1954 года. В 1969 году в Алаботу переселилась часть жителей ликвидированного села Восточное, где располагалось 4-е отделение совхоза «Алаботинский» (осталось урочище Восточное с развалинами, кладбищем и несколькими небольшими водохранилищами юго-восточнее озера Жарылдыколь — к юго-западу от аула Бузан и к северо-западу от села Бологое).

## Население
| 2010 | 2014  | 2015  |
| ---- | ----- | ----- |
| 1000 | ↗1070 | ↘1051 |

По данным переписи 2010 года, в селе проживало 47 % мужчин и 53 % женщин, национальный состав населения села был следующим:
- русские — 620 чел.,
- украинцы — 127 чел.,
- казахи — 95 чел.,
- немцы — 85 чел.,
- другие[12] — 31 чел.,
- национальность не указана — 36 чел.

По данным переписи 2002 года, в селе проживало 1362 человека (637 мужчин и 725 женщин), 58 % населения составляли русские.

## Инфраструктура
В селе имеется клуб, школа, больница, столовая, библиотека, детский сад «Солнышко» (ведёт свою историю с 1940 года), 4 магазина (принадлежащие индивидуальным предпринимателям), ООО «Алаботинское ЖКХ» (водоснабжение, водоотведение, теплоснабжение).
Село газифицировано, разработка проекта газификации началась осенью 2016 года.
Улицы
Улицы: Больничная, Гагарина, Зелёная, Молодёжная, Набережная, Новая, Озёрная, Садовая, Советская, Степная, Транспортная. Переулки: Аптечный, Восточный, Спортивный, Торговый, Школьный, Южный.